# Comissão Africana dos Direitos Humanos e dos Povos
A Comissão Africana dos Direitos Humanos e dos Povos (CADHP) é um órgão quase judicial encarregado de promover e proteger os direitos humanos e os direitos coletivos (ou direitos dos povos) em todo o continente africano, bem como de interpretar a Carta Africana dos Direitos Humanos e dos Povos e analisar denúncias individuais de violações da Carta. A Comissão é formada por especialistas africanos indicados pelos Estados Partes da Carta. Dentre os indicados, 11 membros são eleitos pela Assembleia da União Africana, com mandatos de 6 anos.